# Актобе (Аксуський район)
Актобе́ (каз. Ақтөбе) — село у складі Аксуського району Жетисуської області Казахстану. Входить до складу Суиксайського сільського округу.
Населення — 69 осіб (2021; 125 у 2009, 129 у 1999, 185 у 1989).

## Історія
У радянські часи село називалося Ферма 2 совхоза Аксуський.